# Tesis
Tesis és una pel·lícula espanyola de suspens de 1996 escrita i dirigida per Alejandro Amenábar i protagonitzada per Ana Torrent, Fele Martínez i Eduardo Noriega. És el primer llargmetratge d'Amenábar.
Amb un notable èxit de crítica i públic, la pel·lícula va marcar l'inici d'un dels més reeixits directors del cinema espanyol. Va obtenir diversos premis, entre ells el Premi Goya a la millor pel·lícula, millor guió original i millor director novell.

## Sinopsi
Ángela, estudiant d'Imatge, està preparant una tesi sobre la violència audiovisual. Com a complement al seu treball, el seu director de tesi, Figueroa, es compromet a buscar en la videoteca de la facultat material per a ella, però l'endemà és trobat mort davant d'una pel·lícula que s'havia emportat. Ángela coneix Chema, un company expert en cinema gore i pornogràfic, i a Bosco, un estrany noi, amic íntim d'una jove de la universitat, assassinada en una snuff movie dos anys enrere.

## Producció
Una part de la pel·lícula es va rodar en la Facultat de Ciències de la Informació de la Universitat Complutense de Madrid en la qual estudiava Amenábar. El rodatge es va realitzar el mes d'agost, quan aquestes instal·lacions quedaven buides.
El personatge de Jorge Castro, interpretat per l'actor Xabier Elorriaga, està inspirat en un professor del mateix nom, de l'assignatura de Realització en la Facultat de Ciències de la Informació, que Amenábar mai va arribar a aprovar, perquè, segons assegura el professor, mai va arribar a presentar-se als seus exàmens.

## Recepció i crítiques
Tesis, en termes generals, va gaudir d'un bon acolliment i de crítiques majoritàriament favorables a Espanya, fins i tot guanyant set de les seves vuit nominacions en els Premis Goya de 1997 (només va faltar el de Millor Actriu).

## Repartiment
- Ana Torrent - Ángela Márquez.
- Fele Martínez - Chema.
- Eduardo Noriega - Bosco Herranz.
- Xabier Elorriaga - Jorge Castro.
- Miguel Picazo - Figueroa.
- Nieves Herranz - Sena Márquez.
- Rosa Campillo - Yolanda.
- Francisco Hernández - pare d'Ángela.
- Rosa Ávila - mare d'Ángela.
- Teresa Castanedo - presentadora de TV.
- José Miguel Caballero - el conserge de la Videoteca.
- Joserra Cadiñanos - el vigilant.
- Julio Vélez - encarregat del tren.
- Pilar Ortega - encarregada de Ventas.
- Olga Margallo - Vanessa Romero.
- José Luis Cuerda - Professor 1º.
- Emiliano Otegui - Professor 2º.
- Walter Prieto - el vigilant del tren.
- Florentino Sainz - ancià.

## Premis i nominacions
Premis Goya
| Categoria                    | Receptor                                        | Resultat   |
| ---------------------------- | ----------------------------------------------- | ---------- |
| Millor pel·lícula            | Alejandro Amenábar                              | Guanyadora |
| Millor director novell       | Alejandro Amenábar                              | Guanyador  |
| Millor actriu protagonista   | Ana Torrent                                     | Nominada   |
| Millor actor revelació       | Fele Martínez                                   | Guanyador  |
| Millor guió original         | Alejandro Amenábar                              | Guanyador  |
| Millor direcció de producció | Carlos Bernases                                 | Guanyador  |
| Millor muntatge              | María Elena Sainz de Rozas                      | Guanyadora |
| Millor so                    | Daniel Goldstein Ricardo Steinberg Alfonso Pino | Guanyador  |

Medalles del Cercle d'Escriptors Cinematogràfics
| Any  | Categoria       | Persona            | Resultat  |
| ---- | --------------- | ------------------ | --------- |
| 1996 | Premi Revelació | Alejandro Amenábar | Guanyador |

## Curiositats
- En una escena de la pel·lícula, en la base de dades dels compradors de la càmera xt-500 apareix el nom de Alejandro Amenábar.
- Bosco també és el nom del personatge que interpretava Amenábar en el seu curt Himenóptero.
- La càmera que porta Bosco (Amenábar) a Himenóptero és la Sony xt-500.
- En una escena Chema veu la pel·lícula La leyenda del viento del Norte.
- En l'escena dels túnels a les fosques, s'arriba a veure en un pla a una granota i una teranyina junts; això és un homenatge que va voler fer Amenábar a una escena similar de la pel·lícula La nit del caçador de Charles Laughton.
- A l'habitació d'Ángela es pot veure un cartell de la pel·lícula My Own Private Idaho.
- En una escena es pot veure Chema amb una samarreta de la controvertida pel·lícula Holocaust caníbal.

## Enllaços exteros
- Trailer de la pel·lícula a YouTube.
- Making off de la pel·lícula a YouTube.
- https://www.imdb.com/title/tt0117883/